# Liste der Monuments historiques in Janvry (Essonne)
Die Liste der Monuments historiques in Janvry (Essonne) führt die Monuments historiques in der französischen Gemeinde Janvry auf.

## Liste der Bauwerke
| Bezeichnung | Beschreibung | Standort              | Kennzeichnung | Schutzstatus | Datum | Bild |
| ----------- | ------------ | --------------------- | ------------- | ------------ | ----- | ---- |
| Schloss     |              | Rue du Château (Lage) | PA00087927    | Inscrit      | 1981  |      |

## Liste der Objekte
- Monuments historiques (Objekte) in Janvry (Essonne) der Base Palissy des französischen Kultusministeriums